# Feguerson Thermidor
Feguerson Thermidor est un écrivain et poète haïtien, né aux Gonaïves, Haïti.

## Biographie
Originaire des Gonaïves, Ce poète surnommé le « poète des Gonaïves », a fait du droit, de l’anthropologie et de la sociologie ses champs d’études à l'Université d'État d'Haïti '. Pourtant, c’est dans la littérature qu’il puise son énergie créatrice. Il s’attaque aujourd’hui à un nouveau défi : la rédaction de son premier roman, intitulé « Chambre souillée ». Parallèlement à sa formation académique, Thermidor consacre sa vie à la lecture et à l’écriture. Il est également engagé dans la promotion de la culture, notamment en tant que secrétaire de la Jeune Chambre Internationale (JCI) des Gonaïves, où il travaille au développement communautaire et à la valorisation de la littérature haïtienne. Il est aussi directeur d'Afrique littéraire, une structure qui fait la promotion des auteurs haïtiens et africains d'expression française. 
Les œuvres de Feguerson traitent principalement des thèmes de la douleur, de la résilience et de l'identité, en lien avec les réalités sociales et politiques d'Haïti. Son style se caractérise par une approche introspective et une écriture axée sur des préoccupations humaines et existentielles, qui lui ont permis de se faire connaître au niveau international.

## Œuvres
Thermidor a publié plusieurs recueils de poésie entre 2017 et 2024. Ses ouvrages abordent des thèmes tels que l'amour, la politique, la souffrance et la rédemption, tout en s'inscrivant dans le contexte historique et culturel d'Haïti.
- 3 powèm pou Leta, Éditions Freda, 2017[6].
- Le sein gauche de la ville des Gonaïves est une cigarette, GNK Éditions, Côte d'Ivoire, 2018[7].
- Cantique d'un amour fêlé, Éditions du Pont de l'Europe, 2018[8].
- Ma main est une phrase suivi de Apologie de Nerva, Éditions du Pont de l'Europe, 2024[9].
- Tout powèm mwen gen yon simityè anba wòb ou – 3 powèm pou Leta #2, Éditions Papye9, 2024[10].

## Distinctions
Thermidor a été récompensé pour plusieurs de ses ouvrages, notamment:
- En Côte d'Ivoire, où Le sein gauche de la ville des Gonaïves est une cigarette a reçu le Prix du meilleur recueil de poèmes en 2018[3].
- En 2024, il a été nommé pour le Grand Prix de Poésie Africaine d'Expression Française[3].
- Son ouvrage Ma main est une phrase suivi de Apologie de Nerva a également été nommé pour le Prix Poésie de l'Académie Française en 2024[5].

## Engagement et influence
Outre ses activités littéraires, Feguerson Thermidor dirige Hafrique Littéraire, une plateforme destinée à la promotion des écrivains francophones, principalement haïtiens et africains. Par cette initiative, il cherche à valoriser la diversité des voix littéraires francophones tout en poursuivant sa propre production littéraire.